# Пелкор Чёде

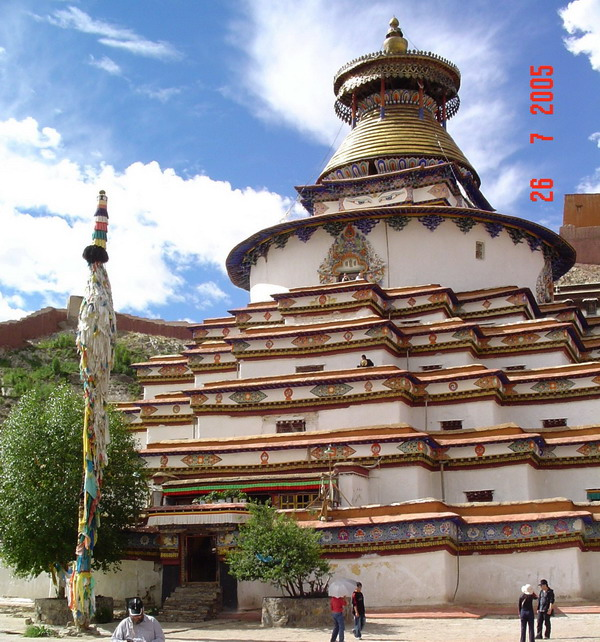
Храм Кумбум в Гьяндзе

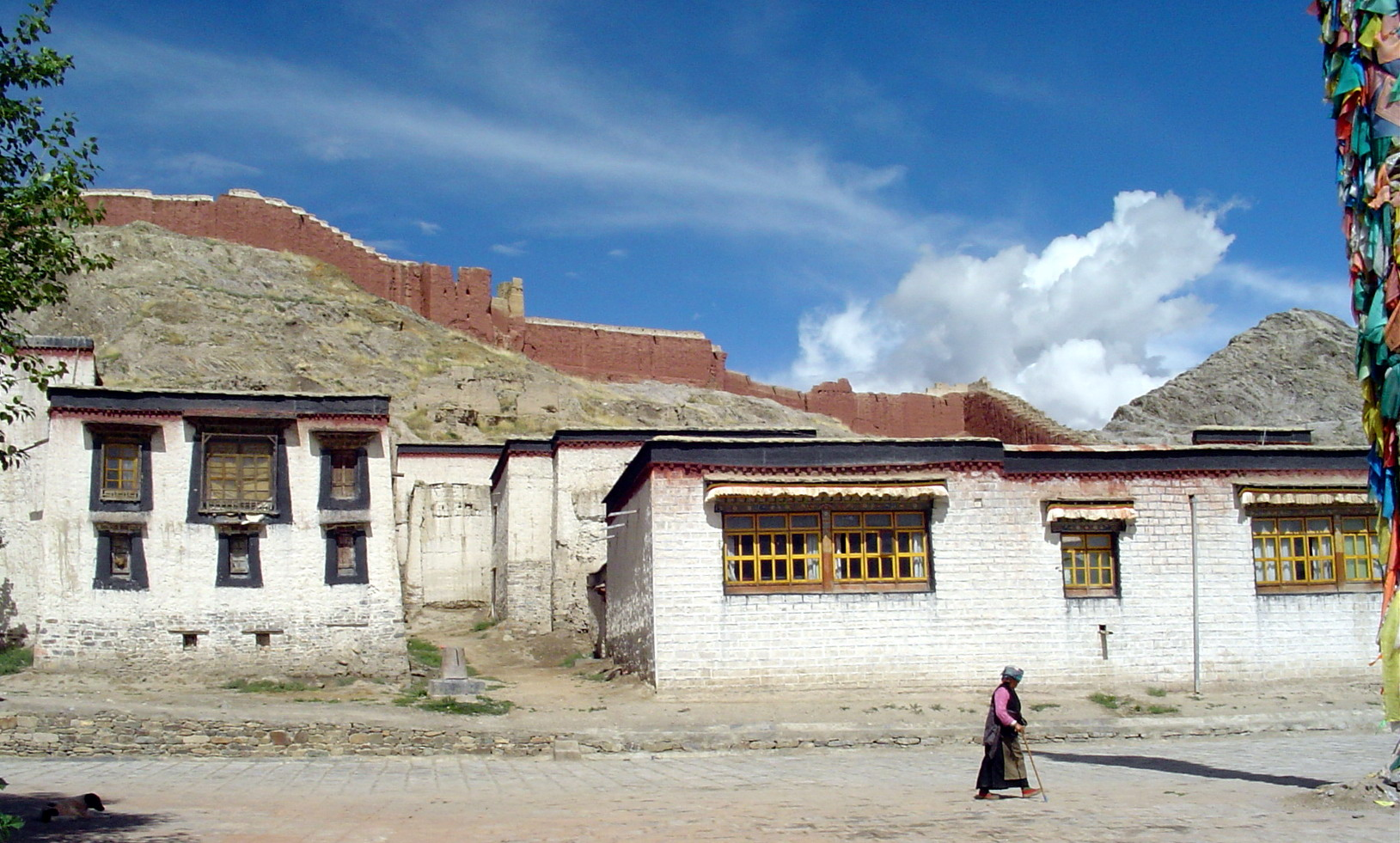
Боковые монастыри в комплексе Пелкор Чёде

Монастырь Пелкор-Чёде (сокращённо Пелчо или Палчо) — большой буддийский монастырь в посёлке Гьянгдзе в Тибете. На его территории находится знаменитая ступа Кумбум со 108 внутренними залами и алтарями на четырёх этажах. В ней сохранились многочисленные буддийские скульптуры, выполненные в непальском стиле. Архитектура и росписи ступы Кумбум следуют символизму школы Сакья, в частности, собранию тантр этой школы — «Друбтат Канту».
Монастырь был основан в 1418 году первым Панчен-Релдрупом. В начале 1904 года, в ходе Британской экспедиции в Тибет, город и монастырь были захвачены генералом Янгхазбендом.
В 1926 г. в монастыре побывал немецкий путешественник Вильгельм Фильхнер.
Весь комплекс Пелкор-Чёде включал в себя 15 монастырей различных школ, преимущественно Гелуг (Гелук), Кадам и Сакья. Монахи этих трёх школ делят общий зал для диспутов и собраний и помещения для изучения буддизма.
Братия поддержала Тибетское восстание 1959 года. Все монастыри, кроме сохранившегося до нашего времени, уничтожены в период «культурной революции» в Китае.